# 몰타의 코로나19 범유행
다음은 몰타의 코로나19 범유행 현황에 대한 설명이다.
COVID-19 대유행 당시 몰타에서 코로나바이러스병이 처음 발생한 것은 2020년 3월 7일 이탈리아인 12세 소녀였다. 이탈리아나 다른 고병원성 감염 국가에 있는 몰타 보건 당국의 지침을 따르는 사람들이 요구하는 대로, 이 소녀와 그녀의 가족은 고립되어 있었다. 나중에, 그녀의 부모님도 모두 긍정적인 것으로 밝혀졌다. 몰타는 2020년 5월 18일 현재 558명의 확진자, 456명의 회복자, 6명의 사망자를 냈으며 96명의 사망자가 여전히 활동 중이다.
여행자와 해외여행자와 접촉할 가능성이 있는 사람들에게 의무적인 격리조치가 내려졌다. 65세 이상 고령자, 만성적인 건강 상태를 겪고 있는 사람들, 그리고 그들 가정의 구성원들에게 강제적인 가택연금 조치가 내려졌다. 세계보건기구(WHO)는 4월 7일 환자 수가 52명으로 증가하기 전, 몰타 정부의 대유행 대응을 칭찬했다. 5월 15일에는 바이러스의 생식률이 0 미만인 점을 감안하여, 일부 조치의 첫 완화가 발표되었다.

## 배경
세계보건기구(WHO)는 12일 2019년 12월 31일 처음 WHO의 주목을 받았던 중화인민공화국 후베이성 우한시의 한 집단에서 신종 코로나바이러스가 호흡기 질환의 원인임을 확인했다. 이 군단은 처음에 우한화난수산물도매시장과 연결되어 있었다. 그러나 실험실 확정 결과가 나온 그 첫 사례들 중 일부는 시장과 연관성이 없었고, 전염병의 근원은 알려져 있지 않다.
2003년 사스와 달리 COVID-19의 경우 치명률은 훨씬 낮았지만, 총 사망자 수가 상당할 정도로 감염 경로는 훨씬 더 컸다. COVID-19는 전형적으로 약 7일 정도의 독감과 유사한 증상을 보이며, 그 후 일부 사람들은 병원에 입원해야 하는 바이러스성 폐렴의 증상으로 발전한다. 3월 19일부터 COVID-19는 더 이상 "높은 결과 감염병"으로 분류되지 않았다.

## 같이 보기
- 나라별 코로나19 범유행
- 유럽의 코로나19 범유행